# In cerca di te (perduto amor)
In cerca di te (perduto amor) è un brano musicale italiano del 1944, scritto da Gian Carlo Testoni e Eros Sciorilli ed interpretato da Natalino Otto.
Otto incise per la prima volta la canzone nello stesso anno, con Sciorilli e la sua Orchestra, nel 78 giri Perduto amore (in cerca di te)/Sogno, in cui il titolo del brano è riportato come Perduto amore, con cui è anche inserito nel catalogo della casa discografica al numero 12144. Nello stesso anno fu ripubblicato nel 78 giri Funiculì funiculà/Perduto amore (in cerca di te), sempre di Natalino Otto, con numero di catalogo 12166.

## Il brano
In cerca di te contiene la «sintesi della condizione umana nella quale vivevano molti italiani di allora».
Questa ricerca dell'amore perduto è stata interpretata come una metafora di un popolo che si è appena lasciato alle spalle un conflitto e che va alla ricerca di qualcosa che ha perso proprio a causa della guerra.

## Incisioni
Nonostante il brano fosse pubblicato, dalle edizioni musicali Metron, con il titolo In cerca di te (perduto amor) Natalino Otto la incise con il titolo Perduto amore (In cerca di te). Il brano riscosse un notevole successo; a un anno dalla pubblicazione cominciarono le pubblicazioni di numerose cover, fra queste:
1945
- Il 3 giugno fu pubblicata la versione di Carlastella accompagnata dal Quintetto ritmico di Franco Mojoli;[6]
- Qualche giorno dopo fu la volta di Bruno Pallesi che incise il brano per La voce del padrone;[7]
- Il 7 luglio uscì il 78 giri Perduto amore (in cerca di te)/La balabanca in cui il brano veniva interpretato da Nella Colombo.

1967
- Jula de Palma nel suo LP Whisky e Dixie pubblicò una sua versione con il titolo al femminile Sola me ne vo per la città (In cerca di te).

1968
- Nel 1968 Don Backy la inserì nel suo album Casa bianca con il titolo Solo me ne vo;
- Gianni Morandi realizzò la sua versione nell'album Gianni 5.

1971
- Gabriella Ferri la incluse, unica in italiano, nell'album di cover di canzoni napoletane ...E se fumarono a Zazà.

2000
- Stefano Bollani, nel suo album dal vivo Abbassa la tua radio interpretata da Simona Bencini, cantante dei Dirotta su Cuba.

2007
- Johnny Dorelli nel suo album Swingin' - parte seconda.

2010
- Franco Simone nel suo album Nato tra due mari.

2011
- Simona Molinari, con la partecipazione di Peter Cincotti nell'album Tua.

2013
- Iva Zanicchi la incluse nel suo trentunesimo album, che porta appunto il titolo di In cerca di te.

2019
- Gianluigi Trovesi e Gianni Coscia, nono brano dell'album La misteriosa musica della regina Loana.[8]

### Altre esecuzioni
Mariangela Melato ha interpretato In cerca di te durante la prima puntata dello spettacolo televisivo Speciale per me di Renzo Arbore nel 2005.
Franco Battiato ha citato, nella sua canzone Temporary Road, contenuta nell'album Mondi lontanissimi del 1985, i famosi versi iniziali di questa canzone (Solo me ne vo per la città).
La canzone viene interpretata anche da Angelo Duro, inviato de Le Iene, quando veste i panni del suo personaggio Il cantante senza pubblico.
Nel 2017 diventa virale su YouTube anche la versione cantata da Giacomino Fumagalli in arte "ElPirla".